# Іноятов Рустам Расулович
Рустам Расулович Іноятов (узб. Rustam Rasulovich Inoyatov; нар. 22 червня 1944, Шерабад, Сурхандар'їнська область) — голова Служби національної безпеки Республіки Узбекистан з 1995 р.
Народився у впливовій сім'ї Расула Іноятова, полковника КДБ.
У 1968 р. закінчив факультет іранської філології ТашДУ.
У 1965–1967 рр. — одночасно з навчанням працював бетонщиком в Ташкентському будівельному тресті.
Після закінчення університету служив в армії. В армії вступив на службу до КДБ СРСР. Працював на різних офіцерських посадах в КДБ УзбРСР, в ПГУ КДБ СРСР.
У 1976–1981 рр. — співробітник резидентури в Афганістані під дипломатичним прикриттям.
З 27 червня 1995 р. — голова Служби національної безпеки Республіки Узбекистан.
У 1996 р. присвоєно звання генерал-лейтенанта, у 1999 р. — генерал-полковника.
З 1999 р. є Президентом Федерації тенісу Узбекистану.